# Unnao (Distrikt)
Der Distrikt Unnao (Hindi उन्नाव ज़िला, Urdu اناؤ ضلع) ist ein Distrikt im nordindischen Bundesstaat Uttar Pradesh. Sitz der Verwaltung ist die Stadt Unnao.

## Geschichte
Das Gebiet kam mit der Annexion von Avadh (Oudh) durch die Britische Ostindien-Kompanie im Februar 1856 unter britische Herrschaft und wurde zunächst als Distrikt Purwa organisiert. Der neue Distrikt nahm aktiv am Indischen Aufstand 1857 teil. Nach dessen Niederschlagung wurde die Zivilverwaltung wiederhergestellt und der Distrikt unter dem Namen Distrikt Unnao reorganisiert. Teile der Distrikte Raebareli und Lucknow wurden 1869 angegliedert. Danach blieben die Distriktgrenzen zunächst unverändert. In den 1920er und 1930er Jahren war der Distrikt nicht nur an der Bewegung des zivilen Ungehorsams des Indischen Nationalkongresses beteiligt, sondern war auch ein Zentrum des Widerstands landloser Pächter und Kleinbauern gegen Großgrundbesitzer und Zamindare. Nach der Unabhängigkeit 1947 kam der Distrikt zum neuen Bundesstaat Uttar Pradesh.

## Bevölkerung
Die Einwohnerzahl lag bei der Volkszählung 2011 bei 3.108.367. Die Bevölkerungswachstumsrate im Zeitraum von 2001 bis 2011 betrug 15,11 % und war damit sehr hoch. Unnao hatte ein Geschlechterverhältnis von 906 Frauen pro 1000 Männer und eine Alphabetisierungsrate von 66,37 % im Jahr 2011, eine Steigerung um fast 12 Prozentpunkte gegenüber dem Jahr 2001. Die Alphabetisierung lag damit unter dem nationalen Durchschnitt. Etwa 88 % der Bevölkerung waren Hindus und  12 % waren Muslime. Im Distrikt ist die Sprache Awadhi verbreitet.
Knapp 17,1 % der Bevölkerung lebten 2011 in Städten. Die größte Stadt des Distrikts war Unnao mit 177.658 Einwohnern.